# Uğur Mumcu
Uğur Mumcu (pronuncia [uɰuɾ ˈmumdʒu]; Kırşehir, 22 agosto 1942 – Ankara, 24 gennaio 1993) è stato un giornalista investigativo turco, che ha lavorato per l'importante giornale kemalista Cumhuriyet. È stato assassinato con un'autobomba (l'esplosivo fu piazzato nella sua automobile) piazzata davanti a casa sua.

## Biografia
Uğur Mumcu nacque a Kırşehir, dove il padre lavorava e viveva coi suoi tre fratelli. Frequentò gli studi ad Ankara e nel 1961 proseguì alla facoltà di legge all'Università di Ankara. Dopo la laurea nel 1965, praticò legge per un po' di tempo. Successivamente si spostò in Inghilterra per studiare inglese, e quando ritornò in Turchia lavorò come assistente di professore all'Università di Ankara dal 1969 al 1972.
Aveva cominciato a scrivere durante gli anni all'università, inizialmente per la rivista Yön e poi per parecchi altri periodici di sinistra. Fra il 1968 e il 1970 scrisse articoli di politica per i giornali Akşam, Cumhuriyet e Milliyet.
Arrestato subito dopo il colpo di Stato del 1971, fu torturato. Più tardi, Mumcu scrive che i suoi torturatori gli dissero: "Siamo la contro-guerriglia. Neanche il presidente della Repubblica può toccarci."